# Carlo Grande
Carlo Grande (3 de julio de 1974) es un deportista italiano que compitió en remo. Ganó cuatro medallas en el Campeonato Mundial de Remo entre los años 1993 y 2002.

## Palmarés internacional
| Campeonato Mundial | Campeonato Mundial       | Campeonato Mundial | Campeonato Mundial      |
| Año                | Lugar                    | Medalla            | Prueba                  |
| ------------------ | ------------------------ | ------------------ | ----------------------- |
| 1993               | Račice (República Checa) | Medalla de bronce  | Ocho con timonel ligero |
| 1995               | Tampere (Finlandia)      | Medalla de oro     | Dos sin timonel ligero  |
| 1999               | St. Catharines (Canadá)  | Medalla de bronce  | Ocho con timonel ligero |
| 2002               | Sevilla (España)         | Medalla de oro     | Ocho con timonel ligero |